# 1637
| 1637               |
| ------------------ |
| Dødsfald - Fødsler |
|                    |

| Gregoriansk kalender | 1637 MDCXXXVII          |
| Ab urbe condita      | 2390                    |
| Armensk kalender     | 1086 ԹՎ ՌՁԶ             |
| Kinesiske kalender   | 4333 – 4334 丙子 – 丁丑 |
| Etiopisk kalender    | 1629 – 1630             |
| Jødisk kalender      | 5397 – 5398             |
| Hindukalendere       |                         |
| - Vikram Samvat      | 1692 – 1693             |
| - Shaka Samvat       | 1559 – 1560             |
| - Kali Yuga          | 4738 – 4739             |
| Iransk kalender      | 1015 – 1016             |
| Islamisk kalender    | 1047 – 1048             |

Konge i Danmark: Christian 4. 1588-1648
Se også 1637 (tal)

## Dødsfald
- 15. februar – Ferdinand 2. (Tysk-romerske rige)